# Palavra interrogativa
Em linguística, uma palavra interrogativa é uma palavra-função usada para o item desconhecido em uma declaração de informação. Em Português, elas são usados em perguntas (Onde está o carro?), em orações de conteúdo interrogativo (Eu quero saber onde o carro está.); suas formas também são usados como pronomes relativos em determinadas orações relativas (o país onde ele nasceu) e em certas orações adverbiais (Eu vou aonde ele vai). Esses usos são encontrados em vários outros idiomas também.
Palavras interrogativas em português incluem:
- Pronomes adjetivos interrogativos
  - que (que carro é aquele?), qual (qual bolsa você vai comprar? Esta, essa ou aquela?)
  - quanto (quantidade incontável: quanta água bebeste?), quantos (quantidade contável: quantas maçãs comeste?)
  - cujo (em português antigo: "cujo carro é aquele?" — hoje em dia diz-se: "de quem é aquele carro?")
- Pronomes substantivos interrogativos
  - quem
  - que ("o que" é uma forma átona, "o quê" é usado quando é tônico), qual
  - quantos (quantos comeste?)
- Advérbios interrogativos
  - onde (lugar)
  - quando (tempo)
  - como (modo)
  - por que (razão / causa)
  - para que (objectivo / finalidade)